# Kanton La Bastide-de-Sérou
La Bastide-de-Sérou is een voormalig kanton van het Franse departement Ariège. Het kanton maakte deel uit van het arrondissement Foix.
Het kanton werd, bij toepassing van het decreet van 18 februari 2014, op 22 maart 2015 opgeheven en met de kantons Massat, Oust en 10 gemeenten van het kanton Saint-Girons samengevoegd tot het kanton Couserans Est.

## Gemeenten
Het kanton omvatte de volgende gemeenten:
- Aigues-Juntes
- Allières
- Alzen
- La Bastide-de-Sérou (hoofdplaats)
- Cadarcet
- Durban-sur-Arize
- Larbont
- Montagagne
- Montels
- Montseron
- Nescus
- Sentenac-de-Sérou
- Suzan